# Bent Christensen Arensøe
Bent Christensen Arensøe, znám též jako Bent René Christensen (* 4. leden 1967, Kodaň) je bývalý dánský fotbalista. Nastupoval především na postu útočníka.
S dánskou reprezentací vyhrál Mistrovství Evropy 1992, na šampionátu nastoupil ke dvěma zápasům. V národním týmu odehrál 26 utkání, v nichž vstřelil 8 branek.
S Brøndby Kodaň se stal čtyřikrát mistrem Dánska (1987, 1988, 1990, 1997–98) a dvakrát získal dánský pohár (1988/89, 1997/98).
Třikrát se stal nejlepším střelcem dánské ligy (1988, 1990, 1991).